# Hayamiellina
Hayamiellina is een monotypisch mosdiertjesgeslacht uit de familie van de Cribrilinidae en de orde Cheilostomatida. De wetenschappelijke naam ervan is in 2004 voor het eerst geldig gepubliceerd door Grischenko & Gordon.

## Soorten
- Hayamiellina constans Grischenko & Gordon, 2004